# Гавка
Гавка (словац. Havka) — село и одноимённая община в районе Кежмарок Прешовского края Словакии. В письменных источниках начинает упоминаться с 1337 года.

## География
Село расположено в западной части края, у подножия северных склонов горного массива Спишска-Магура, при автодороге 3112. Абсолютная высота — 629 метров над уровнем моря. Площадь муниципалитета составляет 6,01 км².

## Население
| Год:                | 1994 | 2004     | 2014    | 2024     |
| ------------------- | ---- | -------- | ------- | -------- |
| Количество человек: | 56   | 40       | 45      | 39       |
| Разница:            |      | −28,57 % | +12,5 % | −13,33 % |

По данным последней официальной переписи 2011 года, численность населения Гавки составляла 44 человека.
Национальный состав населения (по данным переписи населения 2011 года):
| Национальность | Численность, человек |
| -------------- | -------------------- |
| словаки        | 40                   |
| не указана     | 4                    |